# Älekärrs säteri
Älekärr är ett tidigare säteri, belägen i Frillesås socken, Kungsbacka kommun.
Jøsse Mathison är omnämnd på gården i ett medeltidsbrev daterat den 15 februari 1462. År 1597 står Jens Torkillsen som innehavare. Troligen beviljades godset sätesfrihet redan vid mitten av 1600-talet, men är först omnämnt som säteri 1718. Älekärr var största gård under lång tid tills början av 1900-talet då den delades två lika stora gårdar. Bygdens telefonstation placerades på fastigheten.
Inägorna var på 1700-talet, liksom idag, sammanhållna och öppna. Delar av skogsmarken är ett biotopskyddat område. Ett naturvårdsavtal finns på hagmarken, Gamle gård, där även gårdscentrat förr var placerat.
Direktören i Svenska Ostindiska Kompaniet Niclas Sahlgren förvärvade godset den 29 oktober 1763 av greve Carl Julius de la Gardie. Sedan 1992 är Bengt Andersson ägare av gården, men lantbruket är utarrenderat.